# چارتار (مارتونی)
چارتار (به ارمنی: Ճարտար) یک منطقهٔ مسکونی در جمهوری آرتساخ است که در استان مارتونی واقع شده‌است.

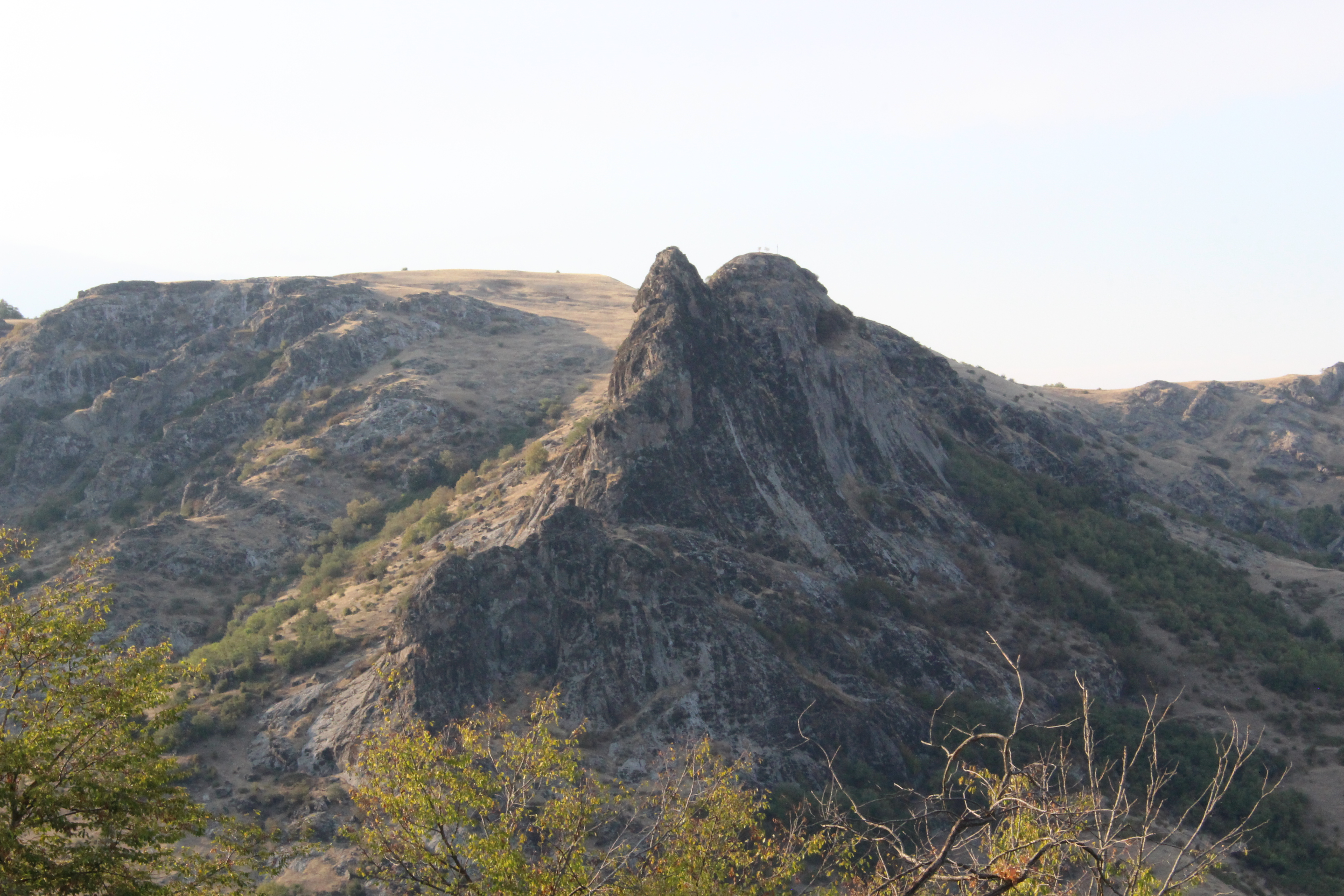
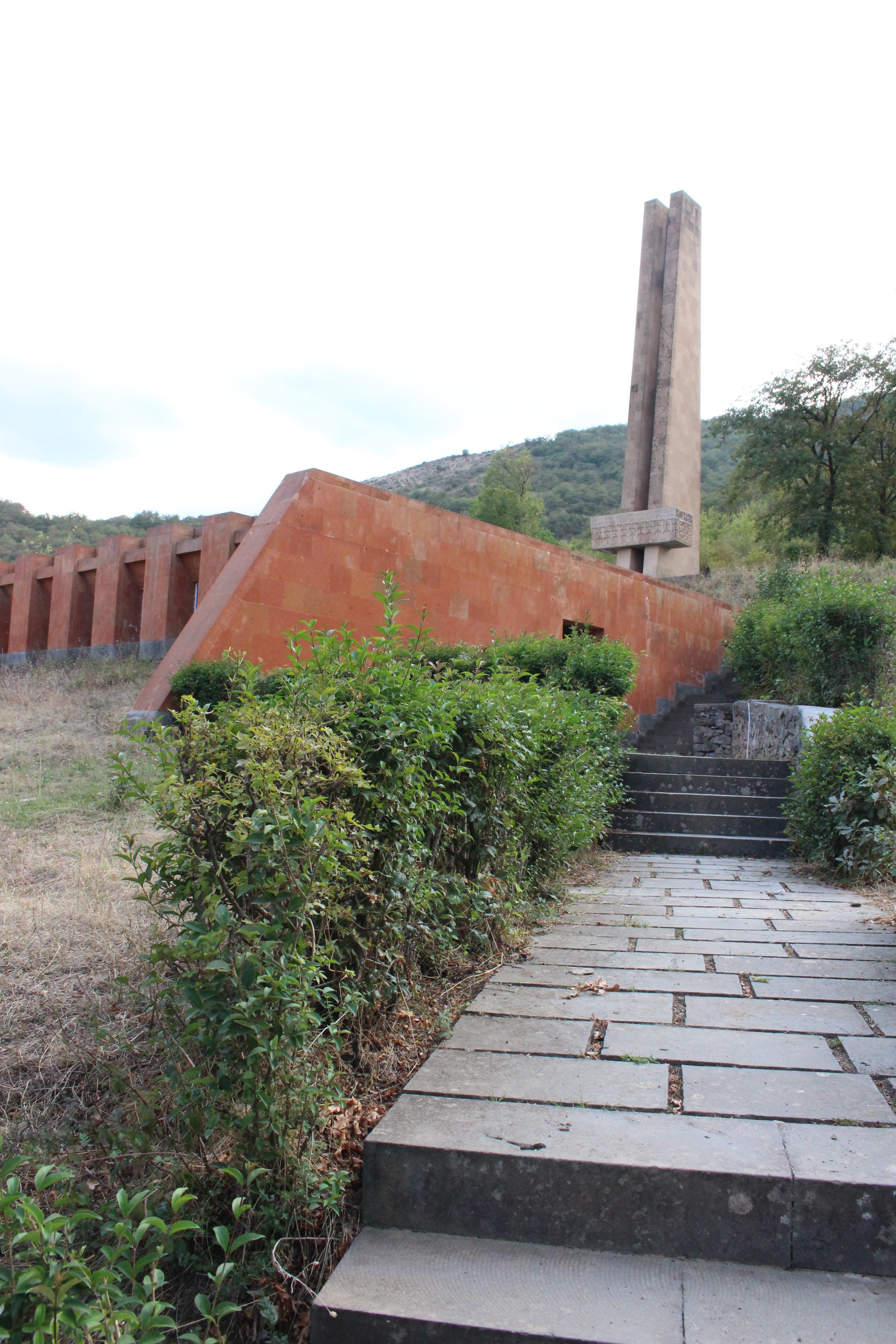